# Dél-Szardínia megye
Dél-Szardínia megye (olaszul provincia del Sud Sardegna, szárdul provìntzia de Sud Sardigna) Olaszország Szardínia régiójának egyik megyéje. Ideiglenes székhelye Carbonia.
Egy közigazgatási reform hozta létre 2016. február 4-én a korábbi Carbonia-Iglesias, Medio Campidano és Cagliari megyékből (Cagliari metropolisz 17 községe nélkül) és egy-egy további községből Ogliastra és Oristano megyékből. 

## Földrajz
Szardínia sziget déli részén fekszik. Területe 6530 km². Északnyugatról Oristano, északkeletről Nuoro megye, délről Cagliari metropolisz határolja. Legmagasabb pontja a Perda de sa Mesa (1236 m) a Linas-hegységben. Folyói a Cixerri, a Flumini Mannu és a Flumendosa.

## Községek

Dél-Szardínia megye községei

A megyéhez 107 község (olaszul comune) tartozik.
- A korábbi Carbonia-Iglesias megyéből (az összes 23): Buggerru, Calasetta, Carbonia, Carloforte, Domusnovas, Fluminimaggiore, Giba, Gonnesa, Iglesias, Masainas, Musei, Narcao, Nuxis, Perdaxius, Piscinas, Portoscuso, San Giovanni Suergiu, Sant’Anna Arresi, Sant’Antioco, Santadi, Tratalias, Villamassargia, Villaperuccio
- A korábbi Medio Campidano megyéből (az összes 28): Arbus, Barumini, Collinas, Furtei, Genuri, Gesturi, Gonnosfanadiga, Guspini, Las Plassas, Lunamatrona, Pabillonis, Pauli Arbarei, Samassi, San Gavino Monreale, Sanluri, Sardara, Segariu, Serramanna, Serrenti, Setzu, Siddi, Tuili, Turri, Ussaramanna, Villacidro, Villamar, Villanovaforru, Villanovafranca
- A korábbi Cagliari megyéből (54 a korábbi 71-ből): Armungia, Ballao, Barrali, Burcei, Castiadas, Decimoputzu, Dolianova, Domus de Maria, Donori, Escalaplano, Escolca, Esterzili, Gergei, Gesico, Goni, Guamaggiore, Guasila, Isili, Mandas, Monastir, Muravera, Nuragus, Nurallao, Nuraminis, Nurri, Orroli, Ortacesus, Pimentel, Sadali, Samatzai, San Basilio, San Nicolò Gerrei, San Sperate, San Vito, Sant’Andrea Frius, Selegas, Senorbì, Serdiana, Serri, Seulo, Siliqua, Silius, Siurgus Donigala, Soleminis, Suelli, Teulada, Ussana, Vallermosa, Villanova Tulo, Villaputzu, Villasalto, Villasimius, Villasor, Villaspeciosa
- Ogliastra megyéből: Seui
- Oristano megyéből: Genoni

## Legnagyobb városok
|     | Név                 | Népesség (fő, 2020) | Terület (km²) | T.sz.f. magasság (m) |
| --- | ------------------- | ------------------- | ------------- | -------------------- |
| 1.  | Carbonia            | 26 472              | 145,54        | 111                  |
| 2.  | Iglesias            | 25 602              | 208,23        | 200                  |
| 3.  | Villacidro          | 13 306              | 183,48        | 267                  |
| 4.  | Guspini             | 11 385              | 174,67        | 137                  |
| 5.  | Sant’Antioco        | 10 814              | 87,9          | 10                   |
| 6.  | Dolianova           | 9 595               | 84,31         | 212                  |
| 7.  | Serramanna          | 8 715               | 83,84         | 38                   |
| 8.  | San Sperate         | 8 384               | 26,24         | 41                   |
| 9.  | Sanluri             | 8 308               | 84,23         | 135                  |
| 10. | San Gavino Monreale | 8 224               | 87,4          | 54                   |